# 公允價值
公允價值在實務的財產處理上，指買賣的雙方對於交易的各事項有充分的認知共識，並達成交之意願所定的價格；在法律層面則是符合「誠信原則」之交易準則。

## 定義
在國際財務報導準則（IFRS）第13號公報中，有針對公允價值做出明確定義：
在衡量日市場參與者間有秩序之交易下，出售資產或移轉負債所收取或支付之價格。
也就是說，雙方對交易事項已充分瞭解並有成交意願，在正常交易下據以達成資產交換、負債清償等經濟活動下收付之對價。
公允價值分別依其財務報導目的及法律事務分別定義為：
- 就財務報導目的而言，係指雙方對交易事項已充分瞭解並有成交意願，在正常交易下據以達成資產交換或負債清償之金額；
- 就法律事務而言，公允價值應根據相關法令或判例予以定義[2]。

評價者於進行評價標的之公允價值衡量時，需先瞭解評價標的之現況、地點、使用狀況及出售等屬性，尚可合理評價標的之價值。另公允價值就使用者而言，瞭解公允價值之意涵，可增進交易雙方之交易基礎外，亦可提升市場中之交易效率。在國際財務報導準則同時說明公允價值衡量係為特定資產或負債而進行，因此當衡量公允價值時，若市場參與者於衡量日訂定資產或負債價格時將考量該等資產或負債之特性，企業即應考量該等特性。